# Рокас Масюліс
Рокас Масюліс (лит. Rokas Masiulis) — литовський політик та економіст, чинний Міністр транспорту та сполучення Литви. З 2014 по 2016 роки був Міністром енергетики Литви.

## Біографія
Випускник факультету економіки в Вільнюському університеті в цьому ж університеті отримав ступінь магістра міжнародних відносин та політичних наук. З 1994 по 2007 рік працював аудитором у фірмах Arthur Andersen та Ernst & Young. Пізніше він був директором комерційної юридичної компанії «IS partners» та енергетичної компанії LEO LT. З 2010 по 2014 рік він був генеральним директором підприємства «Klaipėdos nafta», а в 2012—2013 роках очолював концерн «LITGAS».
25 вересня 2014 року був призначений Міністром енергетики уряду Альгірдаса Буткевичауса. 13 грудня 2016 року у наступному кабінеті Саулюса Сквернеліса він став Міністром транспорту та сполучення.